# Snöklockan

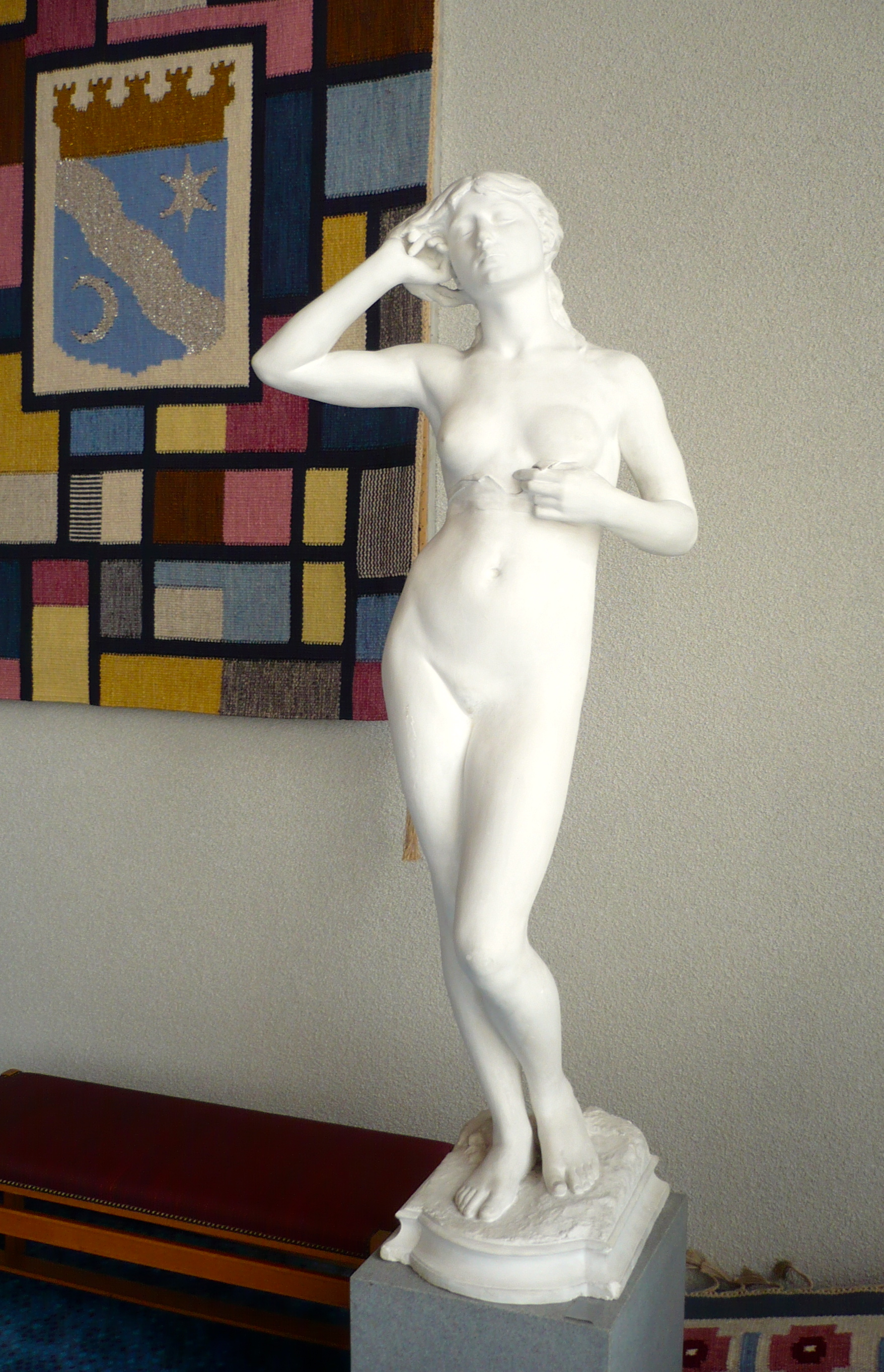
Het originele gipsen beeld Snöklockan uit 1881 in het stadhuis van Ronneby.

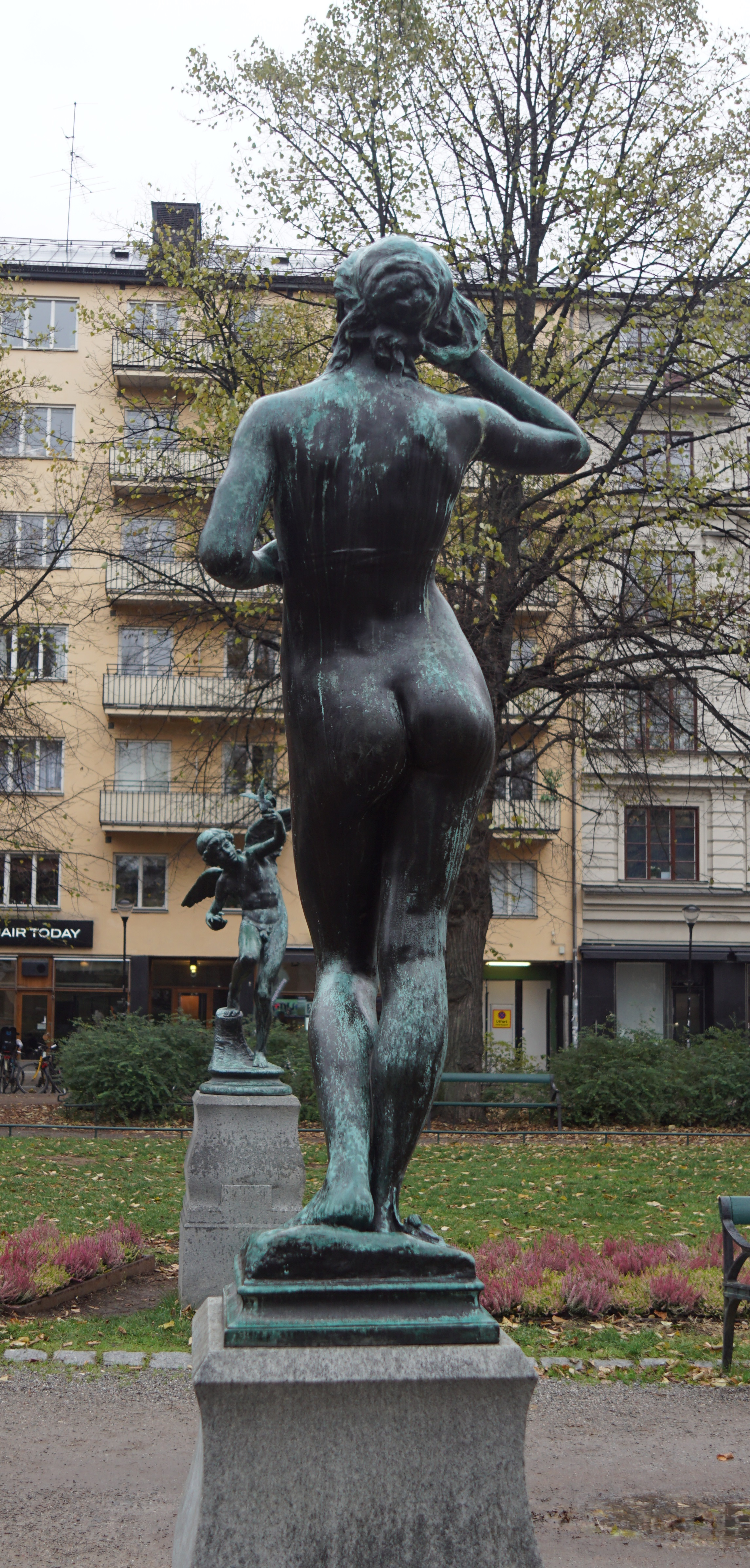
Snöklockan in brons (1900), Mariatorget, Stockholm.

Snöklockan (Sneeuwklokje) is een sculptuur van een staande vrouwenfiguur, die in 1881 door Per Hasselberg in gips werd gemaakt.

## Beschrijving
Het model voor het beeld was een zestienjarige Italiaanse, die werd gepotretteerd als een jong en onschuldig meisje dat van kind vrouw wordt. Aan haar voeten groeit een sneeuwklokje. Hasselberg noemde het beeld in eerste instantie Snöskatan (sneeuwkat) om het later Snöklockan (sneeuwklokje) te noemen.

## Geschiedenis
Het beeld Snöklockan werd in 1881 in de Parijse salon getoond en bekroond met een eervolle vermelding - als het enige Zweeds kunstwerk. Dit betekende de definitieve doorbraak van Hasselberg als kunstenaar. In 1883 bestelde het Nationalmuseum in Stockholm een marmeren exemplaar voor het bedrag van zesduizend Zweedse kronen. Dit werk in de Parijse salon van 1883 bekroond met een gouden medaille.
Het populaire kunstwerk werd op grote schaal verspreid, als replica, in kleine vorm en als reproductie. Een bronzen versie van het beeld werd in 1900 geplaatst in het park Mariatorget in Stockholm. Dit beeld was het eerste beeldhouwwerk van de stad Stockholm dat uitsluitend als kunstwerk werd neergezet en niet om een beroemd persoon te eren.

## Exemplaren (selectie)
- Origineel in gips (162 cm): stadhuis van Ronneby (1881), Waldemarsudde (aangekocht 1943) en particulier bezit.
- Origineel in marmer: Nationalmuseum in Stockholm (1883),  Göteborgs konstmuseum (1885), Ny Carlsberg Glyptotek in Köpenhamn (1887-1889) en Österslättsskolan in Karlshamn (1890).
- Gegoten in brons 1900 bij de kunstgieterij van Meyer: Mariatorget, Stockholm.
- Gegoten in brons in 1910 in de werkplaatsen van de Nordic Company in Nyköping, ter nagedachtenis van Kronberg: Falun.
- Gegoten in brons 1917 in de kunstgieterij van Meyer: Ronneby torg.
- Gegoten in brons in 1953 bij C&A Nicci, Rome voor Rottneros Park.
- Miniaturen in biscuitporselein, 1700 beeldjes (hoogte 50 cm) werden vervaardigd in de periode 1888-1926 en 625 beeldjes (hoogte 60 cm) werden vervaardigd in de periode 1887-1926 door de porseleinfabriek van Gustavsberg.
- Standbeeld in kasteelpark van Slot Skottorp